# Le massere
Le massere è un'opera teatrale dialettale in cinque atti in versi di Carlo Goldoni scritta nel 1755 e rappresentate per la prima volta a Venezia una delle ultime sere del Carnevale di quell'anno con grande successo di pubblico. A tale proposito, Goldoni scrisse nei suoi Mémoires: La commedia è più divertente che istruttiva: malgrado l'inconsistenza, piacque moltissimo. Non c’è da meravigliarsi; commedia in versi, tema veneziano, ultimi giorni di carnevale: poteva mai fallire il colpo?.
A Venezia, era chiamata massera (letteralmente: massaia) la donna di servizio, la domestica.
Il personaggio di Donna Ròsega de Le massere, fu immaginato su misura per Pietro Gandini, capace di raffigurare anche le vecchie.

## Trama
Venezia. È il giorno di libertà per le massere, giorno a cui hanno diritto nel corso del Carnevale. Tra lazzi e divertimenti, esse non mancancano di esprimere critiche e maldicenze a proposito delle cattive gestioni domestiche dei loro padroni. La massera Zanetta, furba e maliziosa, contende i favori del giovane fornaio Momolo alla prepotente Rosega, che non si arrende all'inclemente incalzare del tempo, né sa rinunciare agli spaseti de carneval; 'Gnese si lamenta senza che nessuno se ne preoccupi; i due vecchi padroni, sior Biasio e sior Zulian, si nascondono gli anni vivendo nell'illusione di un'eterna gioventù; il garzone Anzoleto si diverte con le massere senza spendere un soldo e carpisce tutti i segreti dei loro padroni. 

## Poetica
I personaggi hanno in comune, indipendentemente dalla loro origine sociale, sfacciataggine, scaltrezza, egoismo e perfino una certa brutalità nel perseguire i loro scopi. Servi e padroni sono fatti della stessa pasta, in un gioco reciproco di inganni e di viltà. Secondo Giuseppe Ortolani, in questa commedia vi è una vivacità dei dialoghi che resta memorabile, grazie all'intreccio corale delle voci dei diversi personaggi, che avrà il suo esito più alto ne Il campiello dell'anno seguente.
In merito al dialetto stretto usato per la composizione di questa commedia di carattere veneziano, l'autore scrisse nella prefazione all'edizione a stampa: Questa commedia, che ora pubblico colle stampe, è più veneziana delle altre finora esposte, e tanto particolare a questa Nazione, che difficilmente può essere altrove intesa, e nei suoi costumi, e nei suoi sali goduta. Chi mai può persuadersi fuori di qui, che l’acqua sia un capitale così prezioso, che comprisi a danaro contante, e vadasi mendicando da chi non ne ha alle case che per ventura ne sono più provvedute? L'uso de' fornai che vanno per la città avvisando col loro fischio alle case l’ora di fare il pane, per infornarlo a suo tempo, è cosa specialissima del paese. Tale è parimenti la costumanza delle serventi ordinarie, dette comunemente Massere, di avere la giornata di libertà in occasione del carnovale; ed è un divertimento singolare de' giovanotti di questa città trattenersi in divertimento con questa sorta di gente. Moltissime altre cose sparse si veggono per la Commedia, le quali abbisognano di spiegazione per l’intelligenza de' forestieri, e i termini sono così fattamente ricercati nel vernacolo della plebe, che senza la spiegazione difficilmente potranno essere intesi dai Forestieri.